# 시다마주

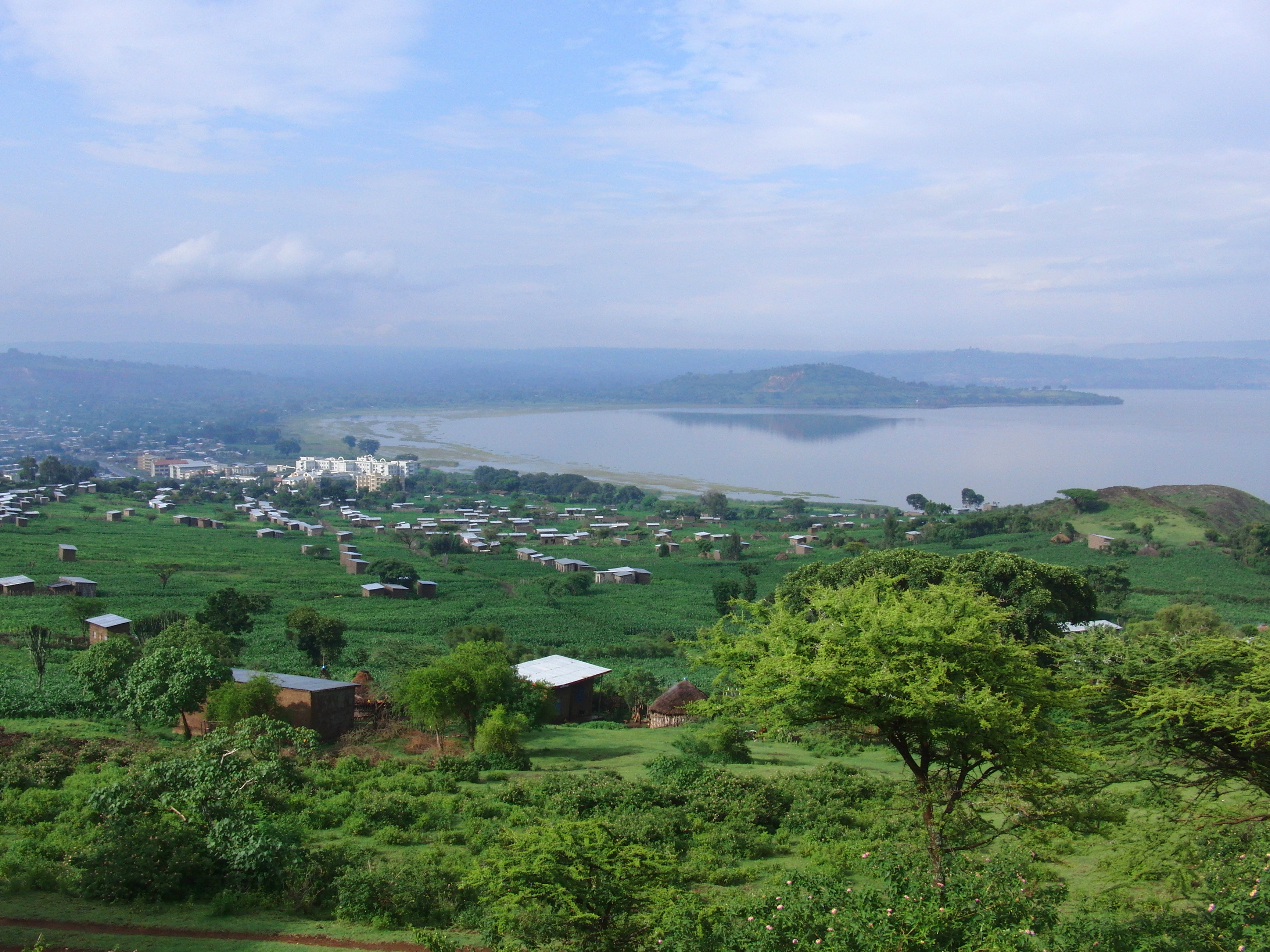

시다마주(Sidama Region)는 남부국민민족인민주에서 시다마 지구(Sidama Zone)이 독립된 주이다. 주도는 아와사, 주민은 시다마족이다. 이 주의 탄생으로 남부국민민족인민주의 게데오(Gedeo) 지구는 월경지가 되었으며, 남부국민민족인민주는 당분간 주 정부 소재지를 유지한 뒤 본토로 주 정부를 이전한다.

## 같이 보기
- 쿠시어파